# Espeletia conglomerata
Espeletia conglomerata là một loài thực vật có hoa trong họ Cúc. Loài này được A.C.Sm. mô tả khoa học đầu tiên năm 1935.